# Olympische Winterspiele 1988/Teilnehmer (Chile)
| Gelbes Symbol für Goldmedaillen mit stilisierten Olympischen Ringen | Graues Symbol für Silbermedaillen mit stilisierten Olympischen Ringen | Braundes Symbol für Bronzemedaillen mit stilisierten Olympischen Ringen |
| ------------------------------------------------------------------- | --------------------------------------------------------------------- | ----------------------------------------------------------------------- |
| —                                                                   | —                                                                     | —                                                                       |

Chile nahm an den Olympischen Winterspielen 1988 im kanadischen Calgary mit einer Delegation von fünf männlichen Athleten teil.

## Teilnehmer nach Sportarten

### Ski Alpin
Herren:
- Dieter Linneberg
Abfahrt: 42. Platz
Kombination: ausgeschieden
- Nils Linneberg
Abfahrt: 41. Platz
Super-G: ausgeschieden
Riesenslalom: ausgeschieden
Kombination: ausgeschieden
- Paulo Oppliger
Super-G: 37. Platz
Riesenslalom: 44. Platz
Slalom: disqualifiziert
Kombination: ausgeschieden
- Mauricio Rotella
Riesenslalom: 43. Platz
Slalom: ausgeschieden
- Juan Pablo Santiagos
Super-G: 33. Platz
Riesenslalom: 40. Platz
Slalom: 25. Platz
Kombination: 23. Platz